# よしだあつこ
よしだ あつこ（1964年12月16日 - ）は、日本の脚本家である。京都府生まれ。立命館大学法学部二部卒業。
有斐閣京都支店に勤務の後、橋田賞新人賞佳作・大伴賞ノミネート賞を経て脚本家になった。

## 主な脚本作品
- ハッチポッチステーション（NHK教育）
- コンビにまりあ（2001年、CBC=TBS系 ドラマ30）
- 愛の110番（2003年、CBC=TBS系 ドラマ30）
- 京女刑事・真行寺メイ2 絹の道・殺人事件（2005年、テレビ東京系 女と愛とミステリー）
- 映画「変身」（2005年、東野圭吾原作）
- 中学生日記「風のスケール」（2005年、NHK教育）
- ななみちゃん（2007年、NHK-BS）
- 水戸黄門第37部 （2007年、TBS系）
- 中学生日記「先生失格！？」（2009年、NHK教育）

## その他
- どーもくんキャラクターショー舞台脚本
- アンパンマンショー台本
- 小さなおはなし（毎日新聞）
- レペゼン！（全76話、2012年10月4日～2013年1月24日連載、毎日小学生新聞）

## 所属団体
- 日本シナリオ作家協会
- 日本児童文学者協会